# Eulerova přímka
[[Soubor:EulerGeradeColor.png|náhled|
- e – Eulerova přímka
- H – průsečík výšek
- S – těžiště
- U – střed opsané kružnice]]

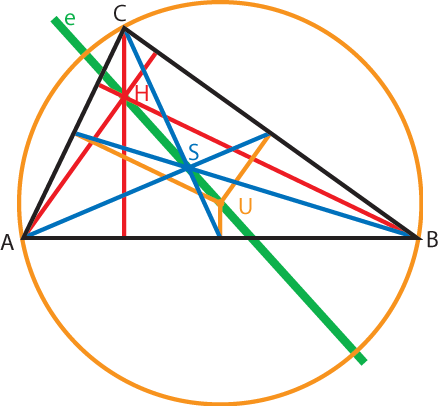
Ul|Li| – střed opsané kružnice

,,,

Eulerova přímka je přímka nacházející se v každém nerovnostranném trojúhelníku. Tato přímka prochází průsečíkem jeho výšek (ortocentrum), těžištěm a středem opsané kružnice. Těžiště dělí spojnici průsečíku výšek (tj. ortocentra) a středu kružnice opsané v poměru 2:1. Na Eulerově přímce leží také střed kružnice devíti bodů, který je stejnolehlým obrazem středu kružnice opsané se středem stejnolehlosti v těžišti trojúhelníka a koeficientem κ = – 0,5. Rovnostranný trojúhelník Eulerovu přímku nemá, protože v něm všechny tyto čtyři body splývají. V rovnoramenném trojúhelníku je Eulerova přímka kolmá na základnu.
Eulerova přímka je pojmenována po švýcarském matematikovi Leonhardu Eulerovi (1707-1783).